# Линийчук, Андрей Андреевич
Андрей Андреевич Линийчук (укр. Андрій Андрійович Лінійчук, позывной — Кельт; 25 июля 1997, Киреевка — 28 апреля 2023, Дроновка) — украинский военнослужащий, сержант, участник российско-украинской войны. Герой Украины (2025, посмертно).

## Биография
Андрей Линийчук родился 25 июля 1997 года в селе Киреевка Житомирской области. В 2020 году подписал контракт с Вооружёнными силами Украины. С началом полномасштабного вторжения России в Украину находился под Горловкой Донецкой области.
Он стал одним из первых украинских военных, прошедших обучение в Великобритании, где освоил переносной зенитно-ракетный комплекс Martlet (модификация Starstreak). С его помощью Линийчук стал одним из самых результативных зенитчиков ВСУ.
Во время службы дважды получал ранения, после чего возвращался на фронт. Погиб 28 апреля 2023 года в результате обстрела российских войск в районе села Дроновка Донецкой области. Прощание с воином состоялось 1 мая в Житомирском Свято-Михайловском кафедральном соборе.
Похоронен на Смолянском военном кладбище в Житомире.

## Награды
- Звание «Герой Украины» с удостоением ордена «Золотая Звезда» (2 января 2025, посмертно) — за личное мужество и героизм, проявленные в защите государственного суверенитета и территориальной целостности Украины, верность военной присяге[2].
- Орден «За мужество» I степени (13 января 2023) — за личное мужество и самоотверженные действия, проявленные в защите государственного суверенитета и территориальной целостности Украины, верность военной присяге, образцовое исполнение служебного долга[3].
- Орден «За мужество» II степени (30 июня 2022) — за личное мужество и самоотверженные действия, проявленные в защите государственного суверенитета и территориальной целостности Украины[4].
- Орден «За мужество» III степени (22 мая 2022) — за личное мужество и самоотверженные действия, проявленные в защите государственного суверенитета и территориальной целостности Украины, верность военной присяге[5].